# Andrej Semjonovič Umanec
Andrej Semjonovič Umanec (rusko Андрей Семёнович Уманец), ruski general, * 1762, † 1828.
Bil je eden izmed pomembnejših generalov, ki so se borili med Napoleonovo invazijo na Rusijo; posledično je bil njegov portret dodan v Vojaško galerijo Zimskega dvorca.

## Življenje
1. januarja 1767 je kot kadet vstopil v Vojaško šolo poljskega plemstva. Šolanje je zaključil 1. marca 1782 in bil kot poročnik dodeljen v Oskolski pehotni polk. 1. avgusta 1787 je bil premeščen v Gluhovski karabinjerski polk, s katerim se je udeležil rusko-turške vojne 1787-1791 in poljskih kampanj v letih 1792 ter 1794. 
28. julija 1798 je bil povišan v stotnika, nakar pa je bil kot polkovnik premeščen v Kinburnski dragonski polk. 11. februarja 1808 je postal poveljnik tega polka in 29. decembra 1811 je bil povišan v generalmajorja. Udeležil se je kampanje leta 1806-07 in rusko-turške vojne 1806-12. 
16. marca 1817 je bil imenovan za načelnika nadzornega sveta 1. armade in 12. decembra 1824 je bil povišan v generalporočnika. 
Zaradi bolezni je bil 13. marca 1828 upokojen.